# نوووشووکی (استان پودکارپاتسکیه)
نوووشووکی (به لاتین: Nowosiółki) یک روستا در لهستان است که در گمینا بالیگرود واقع شده‌است. نوووشووکی ۳۵۰ نفر جمعیت دارد.